# Eriopezia caesia
Eriopezia caesia (Pers.) Rehm – gatunek grzybów z rodziny Arachnopezizaceae.

## Systematyka i nazewnictwo
Pozycja w klasyfikacji według Index Fungorum: EriopeziaArachnopezizaceae, Helotiales, Leotiomycetidae, Leotiomycetes, Pezizomycotina, Ascomycota, Fungi.
Po raz pierwszy takson ten opisał w 1801 r. Christiaan Hendrik Persoon, nadając mu nazwę Peziza caesia. Obecną nazwę nadał mu Heinrich Rehm w 1892 r.
Ma 10 synonimów. Niektóre z nich:
- Lachnella caesia (Pers.) Quél. 1886
- Trichopeziza caesia (Pers.) Boud. 1907[2].

## Morfologia
Cechy makroskopowe
Subikulum białe, obfite, zbudowane ze strzępek o średnicy 2–2,7 µm, z gładkimi, dość grubymi ściankami i licznymi septami. Kubeczkowate apotecja o średnicy 200–500 (–700) µm tworzą się gromadnie, są siedzące lub z krótkim trzonem. Kontekst o barwie od oliwkowej do ciemnobrązowej lub czarnej, brzeg owłosiony, szczecinki występują także na pozostałej części zewnętrznej powierzchni. Ekscypulum ostre, tarczka owocnika niebieskawa do zielonkawoszarej, płaska lub wklęsła.
Cechy mikroskopowe
Hymenium o grubości około 40 µm, niezróżnicowane, hypotecjum o grubości 7–15 µm, zbudowane ze strzępek o średnicy około 2 µm, dość grubościennych, szklistych. Ekscypulum o grubości 75 µm, zbudowane z dość grubościennych, wielokątnych strzępek o szklistych lub żółtawych ścianach i żółtobrązowej do brązowej zawartości, o grubości 2,7–3,4 µm, poniżej cienkościenne elementy o kształcie od wielokątnego do niemal kulistego, żółtawobrązowych ścianach, żółtawej zawartości i średnicy 7,5 µm, przemieszane ze strzępkami, dającymi początek subikulum. Włoski szkliste, o średnicy poniżej 2–2,7 µm, o zwężających, spiczastych lub obłych wierzchołkach, czasami rozgałęzione, o długości 30–40 µm, septowane, dość grubościenne, gładkie lub z cząstkami zewnętrznymi. Worki 8-zarodnikowe, 30–47 × 4,1–5,5 µm, o zaokrąglonych wierzchołkach, z otworami zmieniającymi barwę na niebiesko pod działaniem jodu, wyrastające z maczugowatych pastorałek. Askospory szkliste, wrzecionowate, bez przegród, 4,1–6,1 (9,6) x 1,4–2 µm. Parafizy szkliste, proste lub rozgałęzione, nitkowate, nie powiększone na wierzchołku, o długości tej samej co worki i szerokości 0,75–1,4 µm z rzadkimi przegrodami.

## Występowanie i siedlisko
Znane jest występowanie Eriopezia caesia tylko w Europie. Jest tu szeroko rozprzestrzeniona. W Polsce po raz pierwszy jej występowanie podał Bogumił Eichler w 1904 r., później gatunek notowany jeszcze kilkukrotnie. Aktualne stanowiska podaje internetowy atlas grzybów. Znajduje się w nim na liście grzybów zagrożonych i wartych objęcia ochroną.
Nadrzewny grzyb saprotroficzny występujący na próchniejącym drewnie i korze drzew liściastych.